# Arnold Mendelssohn
Pour les articles homonymes, voir Mendelssohn.
Arnold Ludwig Mendelssohn, né le 26 décembre 1855 à Ratibor et mort le 18 février 1933 à Darmstadt, est un compositeur allemand. Son père était le cousin au deuxième degré de Felix Mendelssohn. Paul Hindemith fut son élève.

## Biographie
Arnold Mendelssohn fut avocat avant d’étudier la musique. Il a composé des cantates chorales et trois opéras : Elsi, die seltsame Magd (op. 8), Der Bärenhäuter (op. 11) et Die Minneburg (1904-1907), opéra en un acte.

## À noter
Sous le Troisième Reich, les œuvres d’Arnold Mendelssohn furent interdites en raison de ses origines juives.